# Trichoderma nigrovirens
Trichoderma nigrovirens är en svampart som beskrevs av Goddard 1913. Trichoderma nigrovirens ingår i släktet Trichoderma och familjen Hypocreaceae.   Inga underarter finns listade i Catalogue of Life.